# Општина Орадеа (Бихор)
Орадеа (рум. Oradea) општина је у Румунији у округу Бихор.
Oпштина се налази на надморској висини од 129 m.

## Становништво

### Попис2002.
| Расподела становништва по националности 2002.‍ | Расподела становништва по националности 2002.‍ | Расподела становништва по националности 2002.‍ | Расподела становништва по националности 2002.‍ | Расподела становништва по националности 2002.‍ |
| --------------------------------------------- | --------------------------------------------- | --------------------------------------------- | --------------------------------------------- | --------------------------------------------- |
|                                               |                                               |                                               |                                               |                                               |
| Румуни                                        | Румуни                                        |                                               | 145.284                                       | 70,3%                                         |
| Мађари                                        | Мађари                                        |                                               | 56.985                                        | 27,6%                                         |
| Роми                                          | Роми                                          |                                               | 2.449                                         | 1,2%                                          |
| Украјинци                                     | Украјинци                                     |                                               | 93                                            | 0,0%                                          |
| Немци                                         | Немци                                         |                                               | 563                                           | 0,3%                                          |
| Руси                                          | Руси                                          |                                               | 26                                            | 0,0%                                          |
| Турци                                         | Турци                                         |                                               | 8                                             | 0,0%                                          |
| Срби                                          | Срби                                          |                                               | 20                                            | 0,0%                                          |
| Словаци                                       | Словаци                                       |                                               | 474                                           | 0,2%                                          |
| Бугари                                        | Бугари                                        |                                               | 25                                            | 0,0%                                          |
| Хрвати                                        | Хрвати                                        |                                               | 3                                             | 0,0%                                          |
| Грци                                          | Грци                                          |                                               | 64                                            | 0,0%                                          |
| Јевреји                                       | Јевреји                                       |                                               | 166                                           | 0,1%                                          |
| Чеси                                          | Чеси                                          |                                               | 9                                             | 0,0%                                          |
| Пољаци                                        | Пољаци                                        |                                               | 10                                            | 0,0%                                          |
| Италијани                                     | Италијани                                     |                                               | 109                                           | 0,1%                                          |
| Јермени                                       | Јермени                                       |                                               | 5                                             | 0,0%                                          |
| други                                         | други                                         |                                               | 265                                           | 0,1%                                          |
| неизјашњени                                   | неизјашњени                                   |                                               | 51                                            | 0,0%                                          |

### Хронологија
| Година       | 1992   | 1993   | 1994   | 1995   | 1996   | 1997   | 1998   | 1999   | 2000   | 2001   | 2002   | 2003   | 2004   | 2005   | 2006   | 2007   | 2008   | 2009   | 2010   | 2011   | 2012   | 2013   | 2014   | 2015   | 2016   | 2017   |
| ------------ | ------ | ------ | ------ | ------ | ------ | ------ | ------ | ------ | ------ | ------ | ------ | ------ | ------ | ------ | ------ | ------ | ------ | ------ | ------ | ------ | ------ | ------ | ------ | ------ | ------ | ------ |
| Становништво | 228846 | 229468 | 230556 | 231196 | 231731 | 231563 | 231089 | 230909 | 230520 | 229856 | 229241 | 228461 | 227149 | 226679 | 226838 | 226162 | 225734 | 225637 | 225522 | 224875 | 223918 | 223731 | 223441 | 222987 | 222352 | 221861 |